# FCF1
FCF1 (англ. FCF1, rRNA-processing protein) – білок, який кодується однойменним геном, розташованим у людей на короткому плечі 14-ї хромосоми. Довжина поліпептидного ланцюга білка становить 198 амінокислот, а молекулярна маса — 23 370.
| 10         |  | 20         |  | 30         |  | 40         |  | 50         |
| ---------- |  | ---------- |  | ---------- |  | ---------- |  | ---------- |
| MGKQKKTRKY |  | ATMKRMLSLR |  | DQRLKEKDRL |  | KPKKKEKKDP |  | SALKEREVPQ |
| HPSCLFFQYN |  | TQLGPPYHIL |  | VDTNFINFSI |  | KAKLDLVQSM |  | MDCLYAKCIP |
| CITDCVMAEI |  | EKLGQKYRVA |  | LRIAKDPRFE |  | RLPCTHKGTY |  | ADDCLVQRVT |
| QHKCYIVATV |  | DRDLKRRIRK |  | IPGVPIMYIS |  | NHRYNIERMP |  | DDYGAPRF   |

A: Аланін

C: Цистеїн

D: Аспарагінова кислота

E: Глутамінова кислота

F: Фенілаланін

G: Гліцин

H: Гістидин

I: Ізолейцин

K: Лізин

L: Лейцин

M: Метіонін

N: Аспарагін

P: Пролін

Q: Глутамін

R: Аргінін

S: Серин

T: Треонін

V: Валін

Задіяний у таких біологічних процесах, як процесмнг рРНК, біогенез рибосом. 
Локалізований у ядрі.